# Conservadorisme nacionalista
Conservadorisme nacionalista és un terme que s'usa per a descriure a aquells conservadors que tenen forts ideals nacionalistes i planegen promoure la cultura i la identitat ètnica com a forma de promoure el creixement de la societat. Aquests conservadors afavoreixen especialment la tradició familiar i els drets d'aquesta, ja que veuen en la família l'única forma de promoure la pàtria i els processos per la qual aquesta passa.
El conservadorisme nacionalista està relacionat amb el conservadorisme social. La família vista pels conservadors nacionalistes és la forma en la qual es lliguen tots els fets del passat per a promoure un millor futur. En paraules de l'austríac "El conservadorisme nacionalista la família com casa de la identitat, de la solidaritat i l'emoció. Comunament aquest conservadorisme ompli el buit polític entre els ideals conservadors i abasta en els seus pensaments la ultradreta i un fort sentit anticomunista. Comunament hi ha hagut conservadors que promouen el nacionalisme arreu del món, però tenen implantació a Europa, ja que en aquests països tenen líders i mandataris que segueixen aquest conservadorisme. En el context europeu, també aplega els euroescèptics.
A més d'aquests elements comuns, els conservadors nacionalistes poden tenir opinions diferents als diferents països, depenent de factors locals. Això és especialment cert en el cas dels plantejaments econòmics, on les opinions dels conservadors nacionals poden fluctuar entre el suport a una economia planificada a advocar per una economia mixta de centre a la defensa d'una economia de laissez-faire.

## Partits polítics nacional-conservadors

### Unió Europa
- Aliança per al Futur d'Àustria
- Partit Liberal d'Àustria
- Vlaams Belang
- Partit Popular Danès
- Moviment per una Eslovàquia Democràtica
- Vox
- Veritables Finlandesos
- Moviment per França
- Partit Democràtic Unionista
- la Destra
- Per la Pàtria i la Llibertat
- Ordre i Justícia
- Comitè d'Acció per a la Justícia i la Democràcia dels Pensionistes
- Dret i Justícia
- Lliga de les Famílies Poloneses
- Demòcrates Suecs

### Europeus no comunitaris
- Partit Costaner
- Partit Democràtic de Sèrbia
- Partit Popular Suís
- Partit del Moviment Nacional
- Partit de la Mare Pàtria
- Partit Solidaritat Cívic
- Partit Republicà d'Armènia

### Àsia
- Partit Bharatiya Janata
- Partit Nacional Religiós
- Kataeb

### Amèrica
- Partit de la Constitució
- La Libertad Avanza
- Partit Liberal

### Oceania
- Partit Una Nació
- Nova Zelanda Primer